# Ospedaletto Lodigiano
Ospedaletto Lodigiano (Uspedalét in dialetto lodigiano) è un comune italiano di 2 036 abitanti della provincia di Lodi in Lombardia.

## Storia
In epoca romana nel territorio del comune era presente il centro abitato di Ad Rotas, da cui passava la via Mediolanum-Placentia, che metteva in comunicazione Mediolanum (Milano) con Placentia (Piacenza) passando da Laus Pompeia (Lodi Vecchio).
Ospedaletto è un centro agricolo di origine medievale. 
In questo luogo sorgeva già anticamente un ospedale (detto talvolta Ospedaletto di Senna in riferimento alla vicina località di Senna). Proprio da questo ospedale deriva il toponimo del paese. Nel XV secolo venne edificata l'abbazia, retta dai monaci Gerolimini, che entrò in possesso dei beni dell'antico ospedale.
Il monastero venne soppresso nel 1797 dai francesi a seguito della Campagna d'Italia di Napoleone Bonaparte che portò alla nascita della Repubblica Cisalpina.
Nel 1863 Ospedaletto assunse il nome ufficiale di Ospedaletto Lodigiano per distinguersi da altre località omonime. La città diede i natali al musicista Ambrogio Minoja (1752-1825).

### Simboli
Lo stemma comunale è stato riconosciuto con decreto del capo del governo del 29 settembre 1936.
Il gallo è un riferimento a san Pietro, patrono del paese assieme a san Paolo. I rami fogliati sotto le zampe del gallo potrebbero essere un riferimento alle erbe usate dai frati per le cure ai malati.
Il gonfalone è un drappo partito di rosso e di bianco.

## Monumenti e luoghi d'interesse
- Chiesa parrocchiale dei Santi Pietro e Paolo, costruita nel XV secolo.
- Arco della pace, edificato nel 1804 per volere del generale francese Chevilly e da lui dedicato a Napoleone. Dopo i due conflitti mondiali sono state aggiunte lapidi e incisioni con i nomi dei caduti e dei dispersi.

## Società

### Evoluzione demografica
Abitanti censiti

### Etnie e minoranze straniere
Al 31 dicembre 2008 gli stranieri residenti nel comune di Ospedaletto Lodigiano in totale sono 288, pari al 15,59% della popolazione. Tra le nazionalità più rappresentate troviamo:
| Paese   | Popolazione (2008) |
| ------- | ------------------ |
| Romania | 74                 |
| Marocco | 41                 |
| Albania | 26                 |
| India   | 26                 |
| Ecuador | 24                 |
| Egitto  | 20                 |
| Tunisia | 20                 |

## Infrastrutture e trasporti

### Strade
Il territorio comunale è attraversato dalla strada provinciale ex SS 234, che collega Pavia a Cremona, ed è origine delle strade provinciali 107 e 126, dirette rispettivamente a Lodi e a Somaglia.
Nel territorio comunale è presente altresì un'uscita dell'autostrada del Sole, denominata «Casalpusterlengo-Ospedaletto».

### Ferrovie
La stazione di Ospedaletto Lodigiano è posta sulla linea Pavia-Mantova ed è servita dai treni regionali che collegano Pavia a Codogno.
Parallelamente all'autostrada del Sole corre la linea ad altà velocità Milano-Bologna.

## Amministrazione
Segue un elenco delle amministrazioni locali.
| Periodo | Periodo   | Primo cittadino      | Partito                | Carica  | Note |
| ------- | --------- | -------------------- | ---------------------- | ------- | ---- |
| 1945    |           | Giuseppe Pagani      |                        | Sindaco |      |
| 1945    |           | Carlo Sala           |                        | Sindaco |      |
| 1946    | 1964      | Giuseppe Grassi      |                        | Sindaco |      |
| 1964    | 1973      | Ferrino Fanfani      |                        | Sindaco |      |
| 1973    | 1975      | Enrico Zuccotti      |                        | Sindaco |      |
| 1975    | 1980      | Giuseppe Grassi      |                        | Sindaco |      |
| 1980    | 1990      | Battista Scotti      |                        | Sindaco |      |
| 1990    | 1995      | Gianfranco Montanari |                        | Sindaco |      |
| 1995    | 1999      | Giovanni De Carli    |                        | Sindaco |      |
| 1999    | 2004      | Gianfranco Montanari |                        | Sindaco |      |
| 2004    | 2009      | Eugenio Ferioli      |                        | Sindaco |      |
| 2009    | 2014      | Eugenio Ferioli      |                        | Sindaco |      |
| 2014    | 2019      | Lucia Mizzi          |                        | Sindaco |      |
| 2019    | in carica | Eugenio Ferioli      | Cittadini & Territorio | Sindaco |      |